# Trichocerca collaris
Trichocerca collaris är en hjuldjursart som först beskrevs av Rousselet 1896.  Trichocerca collaris ingår i släktet Trichocerca och familjen Trichocercidae. Arten är reproducerande i Sverige. Inga underarter finns listade i Catalogue of Life.